# Acco
Acco war ein Stammesfürst der gallischen Senonen aus dem 1. Jahrhundert v. Chr. Er bewegte die Senonen und Karnuten 53 v. Chr. zum Aufstand gegen Julius Caesar, doch wurde dies durch die plötzliche Ankunft des großen römischen Feldherrn verhindert. Bei einer Versammlung in Durocortorum (heute Reims) im gleichen Jahr wurde Acco deshalb von Caesar zum Tode verurteilt und dann nach römischer Sitte hingerichtet, indem er an einem Pfahl gebunden zu Tode gepeitscht und anschließend enthauptet wurde.